# Frederiksborgs slottssocken
Frederiksborgs slottssocken (danska: Frederiksborg Slotssogn) är en församling i Hillerøds prosteri (danska: provsti) i Helsingörs stift i Danmark. Församlingen ligger i Hillerøds kommun i Region Hovedstaden. Den hörde före kommunreformen 1970 till Lynge-Frederiksborgs härad i Frederiksborg amt.
Den 1 januari 2012 hade församlingen 5 208 invånare, varav 3 649 (70,07 procent) var medlemmar i Danska folkkyrkan.

## Kyrkobyggnader
- Frederiksborgs slottskyrka